# ローマン・バス
ローマン・バスはイングランドの都市バースにある史跡である。この建物は保存状態の良い古代ローマの公衆浴場跡である。
ローマン・バス自体は現在の街路より一段低くなっており、4つの主要構成物である聖泉、古代ローマの神殿、浴場、ローマン・バスからの出土品を展示した博物館から成る。また地階より上の建物は19世紀に建てられたものである。
ローマン・バスはパンプ・ルームと並んでイングランドの主要な観光地の一つであり、一年に百万人を超える観光客が訪れ、2009年では1,037,518人であった。また2005年にはBBCのテレビ番組『自然の七驚異』(Seven Natural Wonders)でイングランド西部地方の驚異の一つとして特集された。浴場と博物館は見学可能だがお湯に浸かることはできない。7カ国語で音声ガイドが利用可能である。

## 浴場での温泉の形成

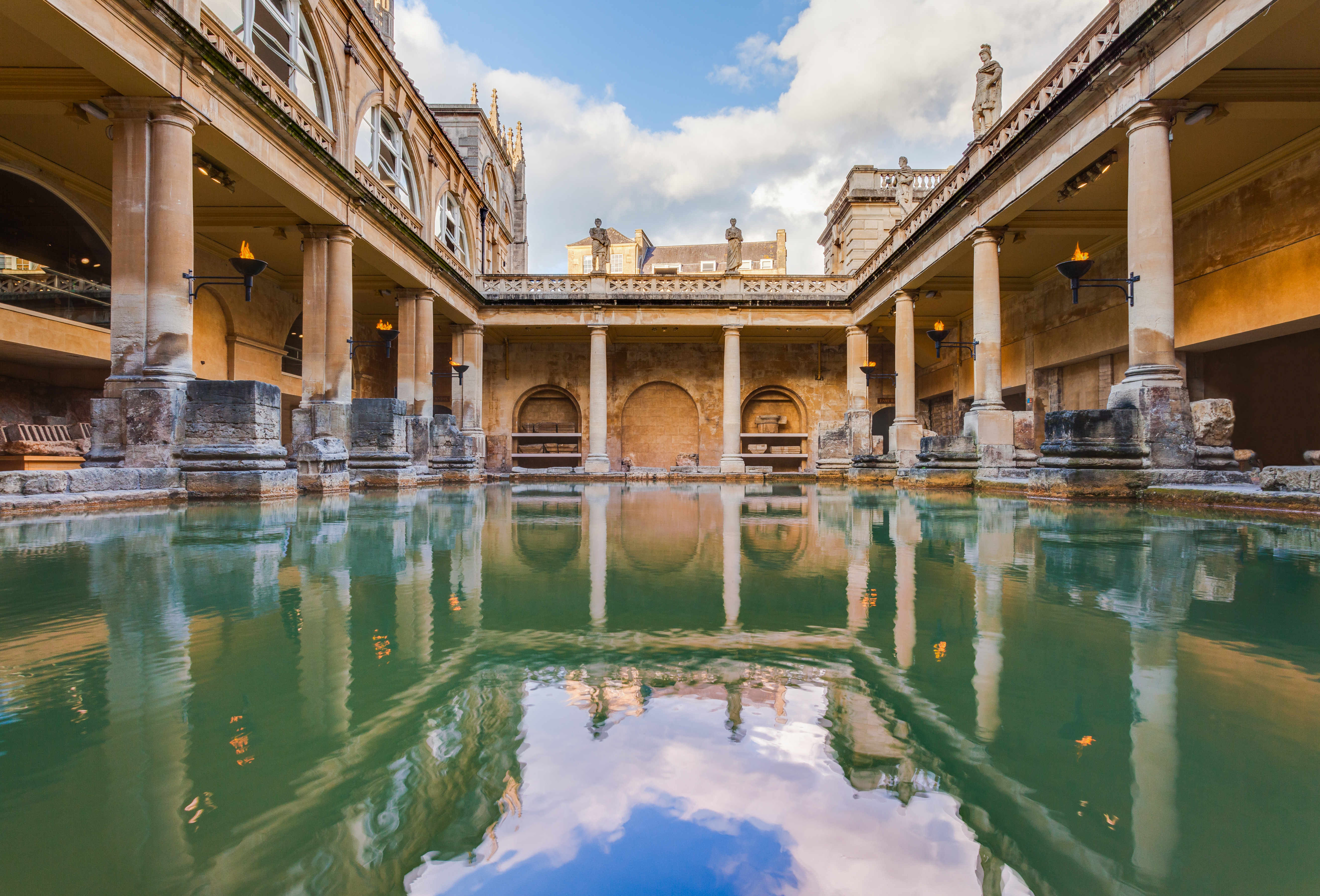
現代の建築物をすべて取り除いたローマン・バス

バースの地下から湧き出る水は近傍にあるメンディップ・ヒルズに降る雨水である。その水は石灰岩の帯水層を通じて地熱エネルギーが水温を69℃から96℃にまで上げる2700～4300mの深さまで浸透する。加圧された温水は石灰岩の亀裂や断層に沿って地表まで上昇する。この過程は人工的に地球の地殻下の高温高圧を利用した高温岩体地熱発電と似ている。46℃の温水が断層(ペニークイック断層)を通じて一日に1,170,000リットルの割合で出てくる。1983年には新たな泉源が掘削され、パンプ・ルームでの飲用に適した清潔で安全な泉水が供給されることとなった。

## 歴史

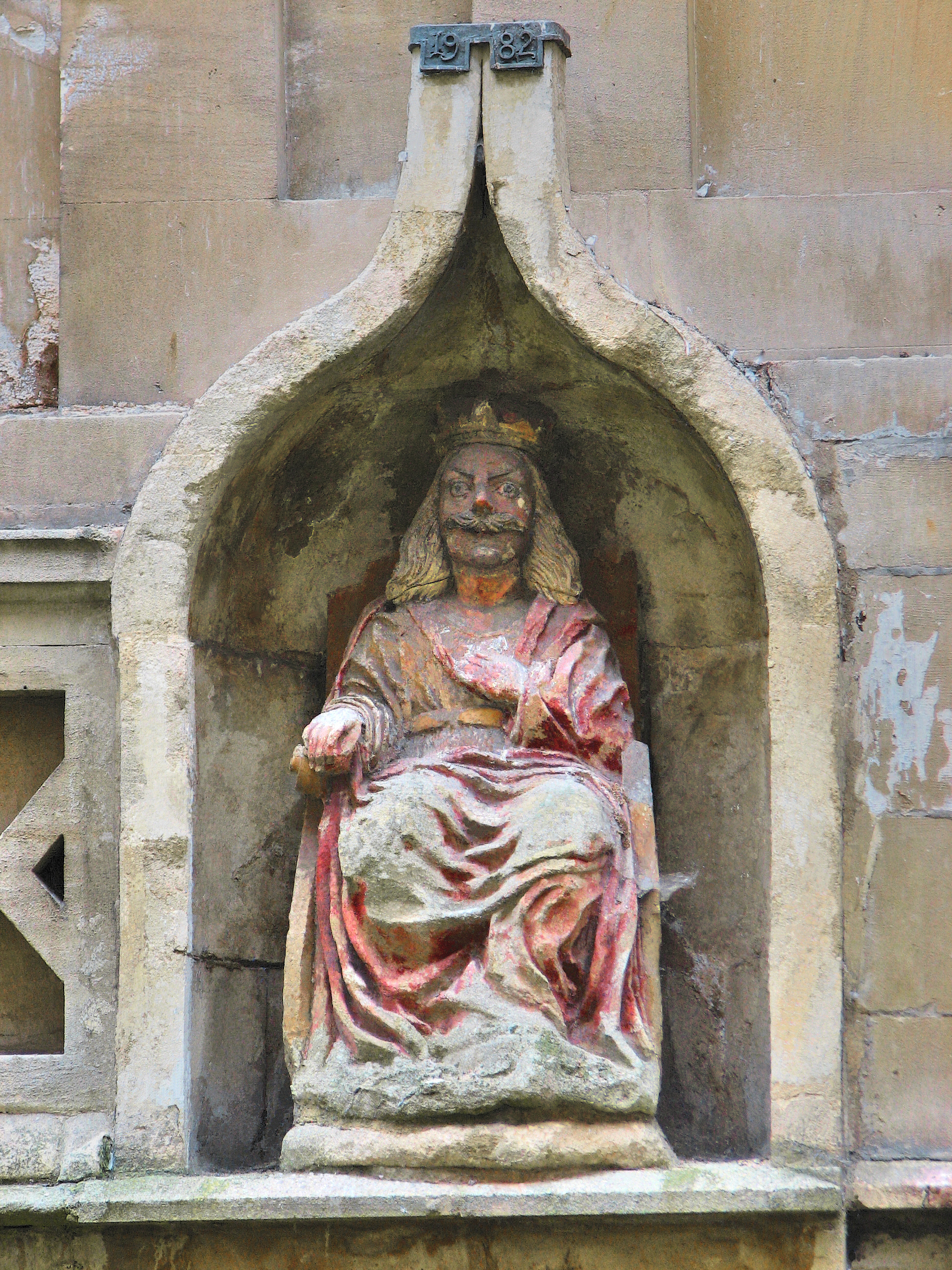
王ブラドッドの像

浴場における最初の神殿はケルト人によって建てられ、ローマ神話の女神ミネルウァと同一視されている女神スリスを奉じたものだった。ジェフリー・オブ・モンマスは主に架空の出来事を綴った物語ブリタニア列王史の中で、最初に風呂を作ったブリトン王、ブラドッドによって紀元前836年に泉が発見されたと記述している。18世紀の初めには、ブラドッドと彼のハンセン病に罹ったブタたちが暖かい泥に浸ることで治癒したという伝承とともに、ジェフリーの怪しげな伝説は、温泉が王家に由来するものだという裏書として多大な信頼を置かれた。

### ローマ人の建物の活用
スリスの名前はローマ人の侵攻ののちも使用され続け、ローマの言葉でスリスの水を意味するAquae Sulisという町の名前にもなった。その神殿は紀元60から70年に建設され風呂施設はその後300年にわたって徐々に築きあげられた。ブリタンニア時代、そしておそらくクラウディウスの指揮下にあった時も、技師たちは安定した基盤を築くために泥の中にオークの杭を打ち、不規則に鉛を打った石で温泉を囲った。2世紀にはバレル・ヴォールト(英語版)に囲われ、内部にはカルダリウム(熱い風呂)、テピダリウム(暖かい風呂)フリギダリウム(冷たい風呂)があった。5世紀初頭にローマ人が撤退した後、これらは荒廃し、最終的には洪水により泥でふさがり失われた。『アングロサクソン年代記』はこの初期のローマン・バスが6世紀に失われたことを示唆している。およそ130の呪いの板が発見されており、その多くは入浴の最中に泥棒に衣服を盗まれたことに関連するものである。

### 再開発

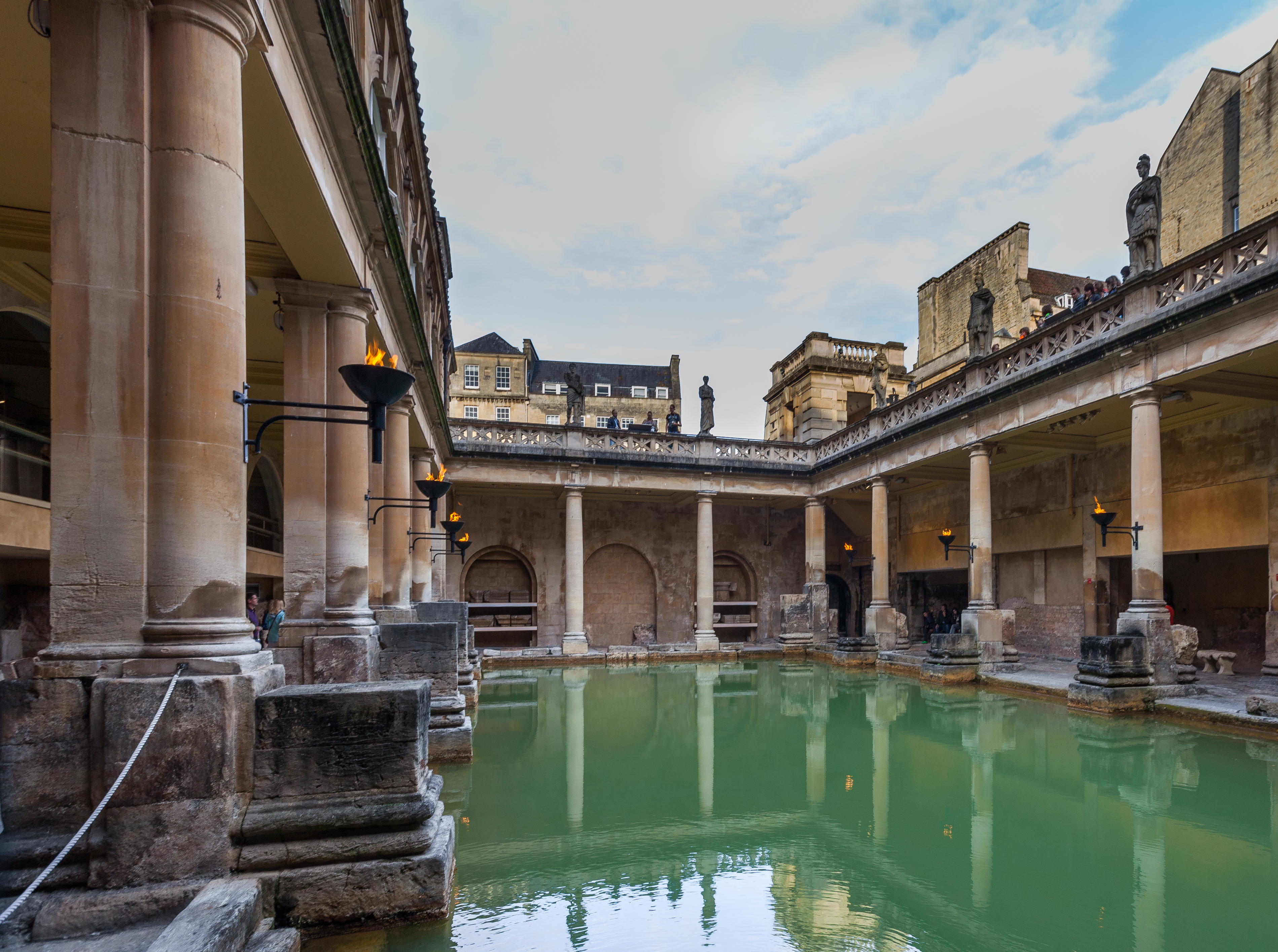
大浴場

12世紀にジョン・オブ・ツアーズが王の泉の貯水池に療養泉を作ったことや16世紀に市の法人が新たな風呂(女王の風呂)を泉の南に作ったことを含め、風呂はさまざまな機会に修繕された。現在の泉は18世紀に立てられた建物の内部にあり、この建物はジョン・ウッド(父)とジョン・ウッド(子) のふたりによって設計された。訪問者は現存している新古典主義のサロンであるパンプ・ルーム内で水を飲んだが、ここは水飲みだけでなく社交儀礼が目的の使用もされていた。ヴィクトリア朝時代における風呂施設の拡大もウッドの新古典主義建築の様式を受け継いでいた。また1810年に泉が尽きたと思われ、ウィリアム・スミスが源泉を調べたところ、泉は尽きていなかったが別の水路に移行していたことが明らかになった。スミスが温泉をもとの水路に戻して復旧させたところ温泉は以前よりも速く溜まるようになった。訪問者用の入り口は1897年にJ・M・ブライドンによって建てられたコンサートホールを通るものである。それはパンプ・ルームの東方へ延び、中心にガラスのドームと丸い角がある。パンプ・ルームは1789年トーマス・ボールドウィンによって施工された。彼は1791年に辞し、ジョン・パルマーが1799年の完成までその計画を継いだ。アビー・チャーチ・ヤードへ上がるところにはエンタブラチュアとペディメントのある4つのコリント式の柱の中央装飾がある。これはイングリッシュ・ヘリテッジの第1級指定建造物に指定されている。北の柱廊はトーマス・ボールドウィンによってデザインされた。南の柱廊も類似しているものの19世紀後期に加えられた上階をもっていた。ヨークストリートからシティ・ランドリーにまたがる「橋」を含む博物館と女王の風呂は1889年にチャールズ・エドワード・デービスによって作られた。この橋は南方女王の風呂の一部の合流するパンプ・ルームへの延長を含んでいる。

### 博物館
おそらく女神への供物として聖泉に投げ入れられたであろうものを含むローマ時代の人工物を博物館は所蔵している。これらはブリトンからのものとして知られるもっともまとまった奉納物である12000を超える古代ローマの通貨の硬貨を含んでいる。また1727年に近くで発見された金メッキの施された青銅の、女神スリスないしはミネルウァの頭部が展示されている。

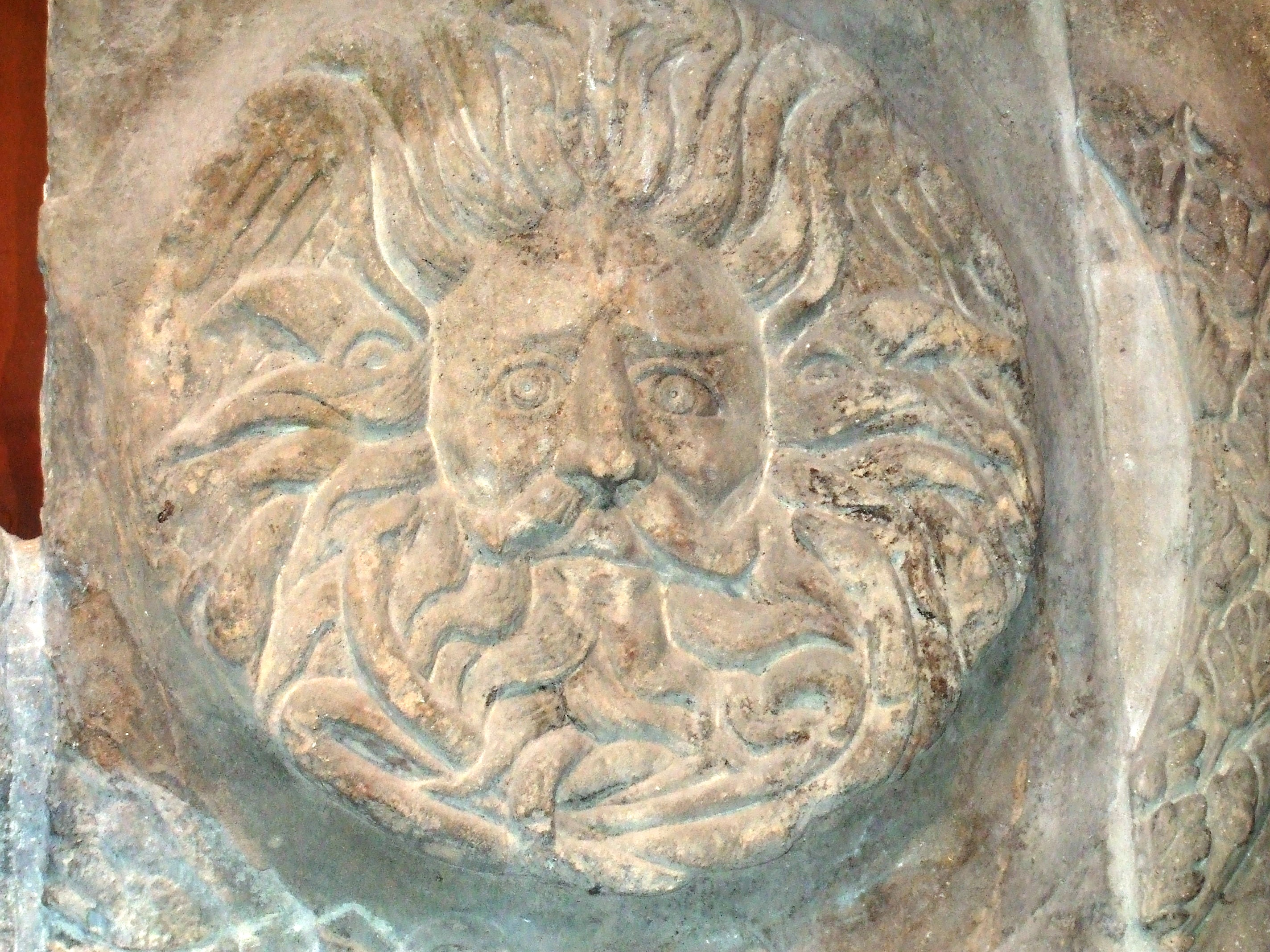
神殿のペディメントにあるゴルゴーンの頭

バースの神殿は周囲の中庭より2メートル以上高い基壇の上に建っており、階段がつながっている。その途中には上部に四つの大きな溝の彫られたコリント式のフリーズと装飾の施されたペディメントがある。そのペディメントは博物館で展示されているものの一部なのだが、建物正面の柱の上部にある装飾の三角の部分であり、幅7.9メートル、頂点から下端まで2.4メートルである。ゴルゴーンの頭の力強いイメージが描かれており、15メートルの高さから神殿に近づく者すべてをにらみつけている。ゴルゴーンはふつう女性であるためこれが本当に何を意味しているかについてはいくらかの論争は存在するが、大頭像自身はひげに蛇を絡ませ、耳の上に翼を持ち、まゆと濃い口ひげを突き出している。オーケアノスのイメージの水の神として中央の頭像をみるという解釈やケルト人の太陽神とするものも存在する。2010年の初めにはペディメントの様々な石が保護され並べ替えられた。
蒸し風呂で使われた手の込んだ暖房設備であるハイポコーストの残骸も展示されている。

## 保全

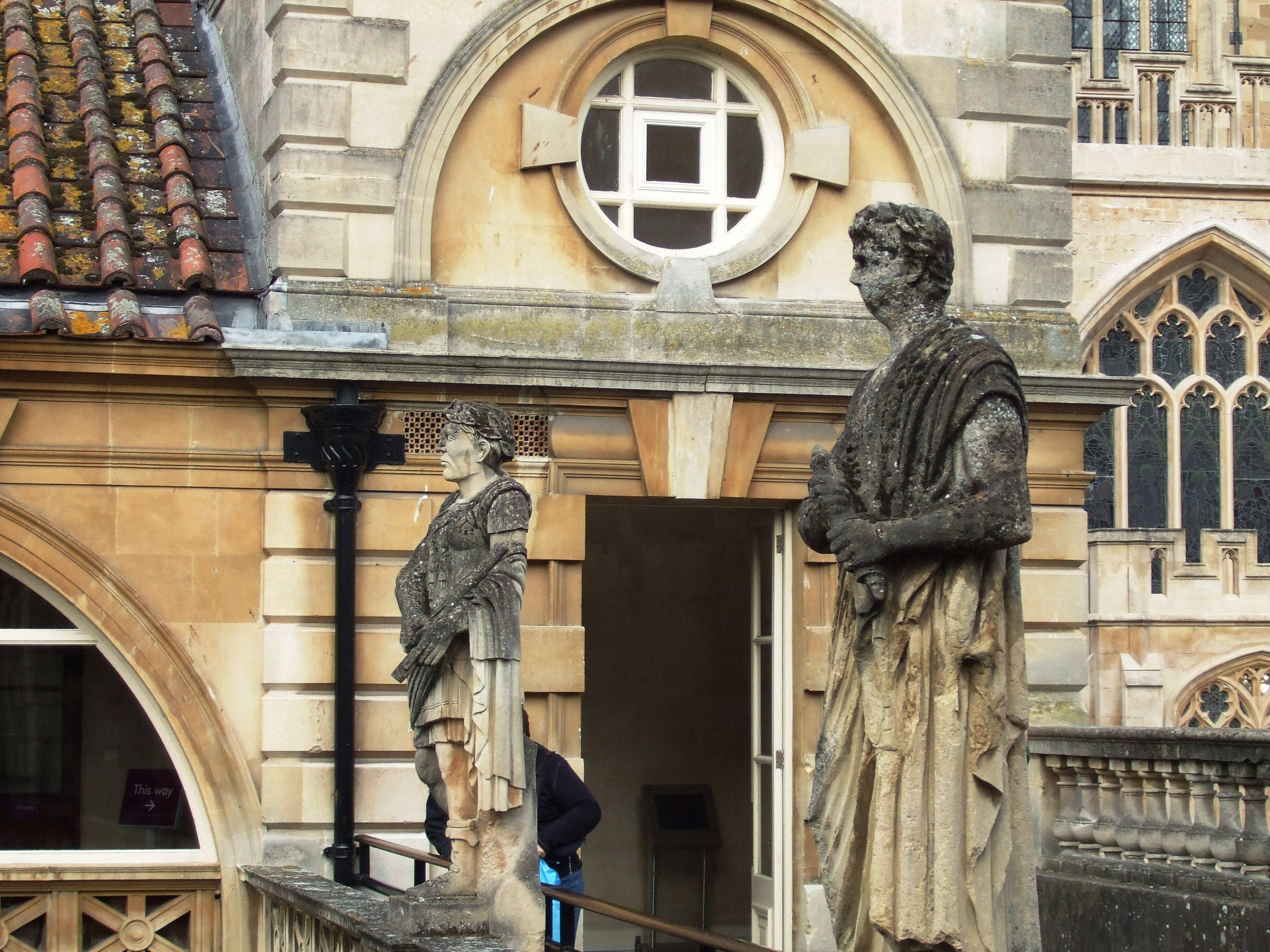
テラスの像

19世紀後期のローマ皇帝 とブリタンニアの総督がテラスで大浴場を見下ろしている様子の彫刻は特に酸性雨の影響を受けやすく、数年ごとに洗浄される身代わりのカバーで保護されている。神殿内部での展示は石造物から腐食性塩を引き出す効果のある暖かい空気の影響を受けやすく、これを減らすため2006年に新たな換気装置が導入された。
2009年にはイングランド内にある博物館や画廊の発展を促進する文化・メディア・スポーツ省/ウルフソン・ファンドよりバース北東サマセット協議会に展示の再発展とローマン・バスの交通の便改善の費用にたいする寄付として£90,000の献金がなされた。

## 水質の安全性
1591年にエリザベス1世から与えられた国王承諾の特許状においてバースは温泉についての責任を負った。この義務は今は圧力、温度、流量の監視をしているバース北東サマセット協議会へ引き継がれている。温泉の水はナトリウム、カルシウム、塩化物、硫酸イオンが高い濃度で含まれている。
未だに機能し続けている初期の鉛製のパイプを水が通っており、また第二次世界大戦に至るまで水が含む放射能に基づいて宣伝されていたためローマン・バスを流れる水は入浴に際して安全ではないと考えられていた。しかし現代では感染症の方がより大きな問題と考えられており、再建されたローマン・バスで地元の水泳クラブであるバースドルフィンズと泳いでいた少女が1978年の10月に髄膜炎にかかり亡くなったことは、その後数年での浴場の閉鎖につながった。調べによるとアメーバの一種フォーラーネグレリアが水中にいることがわかった。ニコラス・グリムショー・アンド・パートナーズによってデザインされ新たに近くに建設されたサーメ・バース・スパと改装されたクロス・バスにより今日の入浴者はより最近に掘られた泉の水を楽しめるようになっている。

## ギャラリー

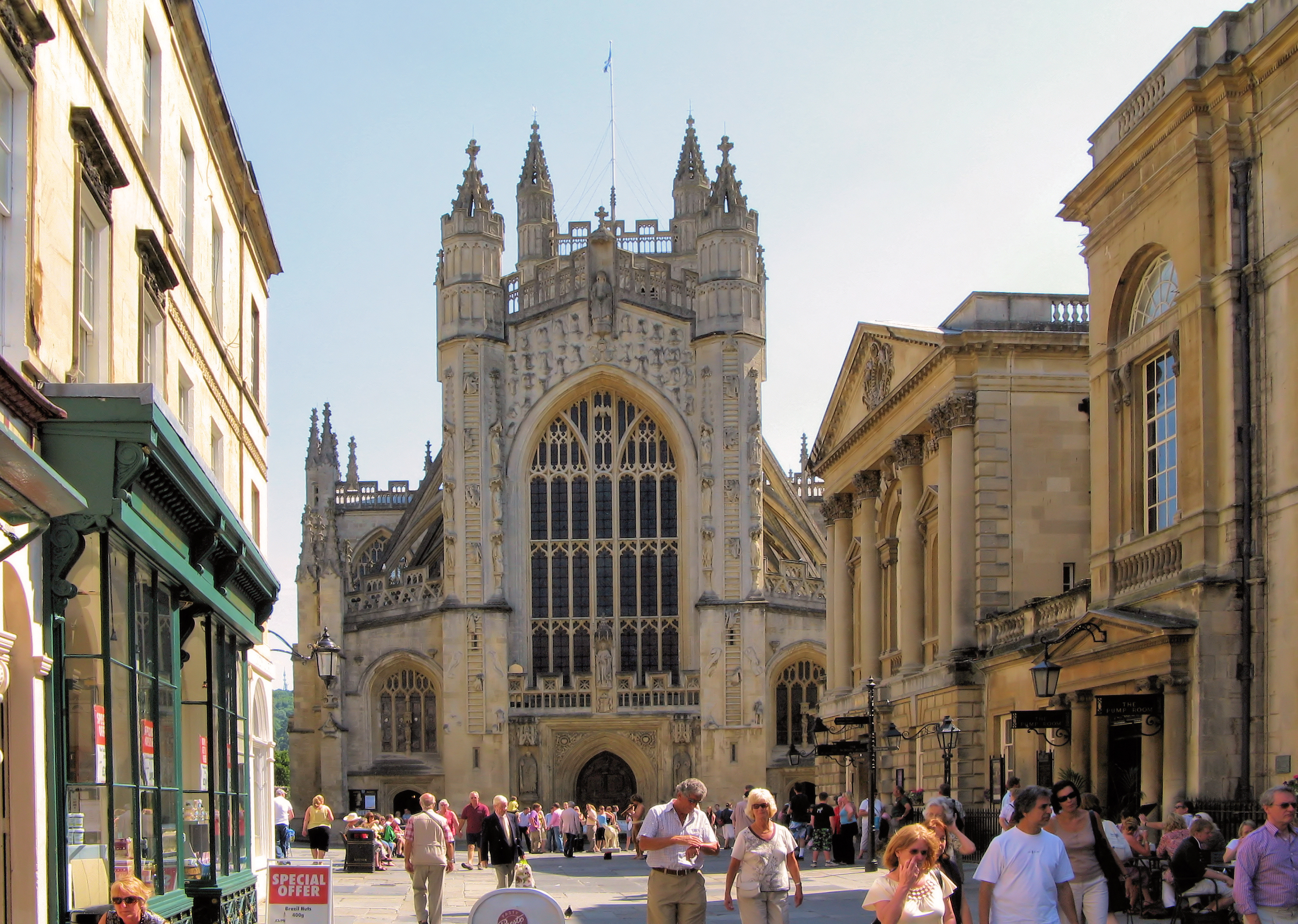
バース・アビーの西正面、ローマン・バスとパンプ・ルーム
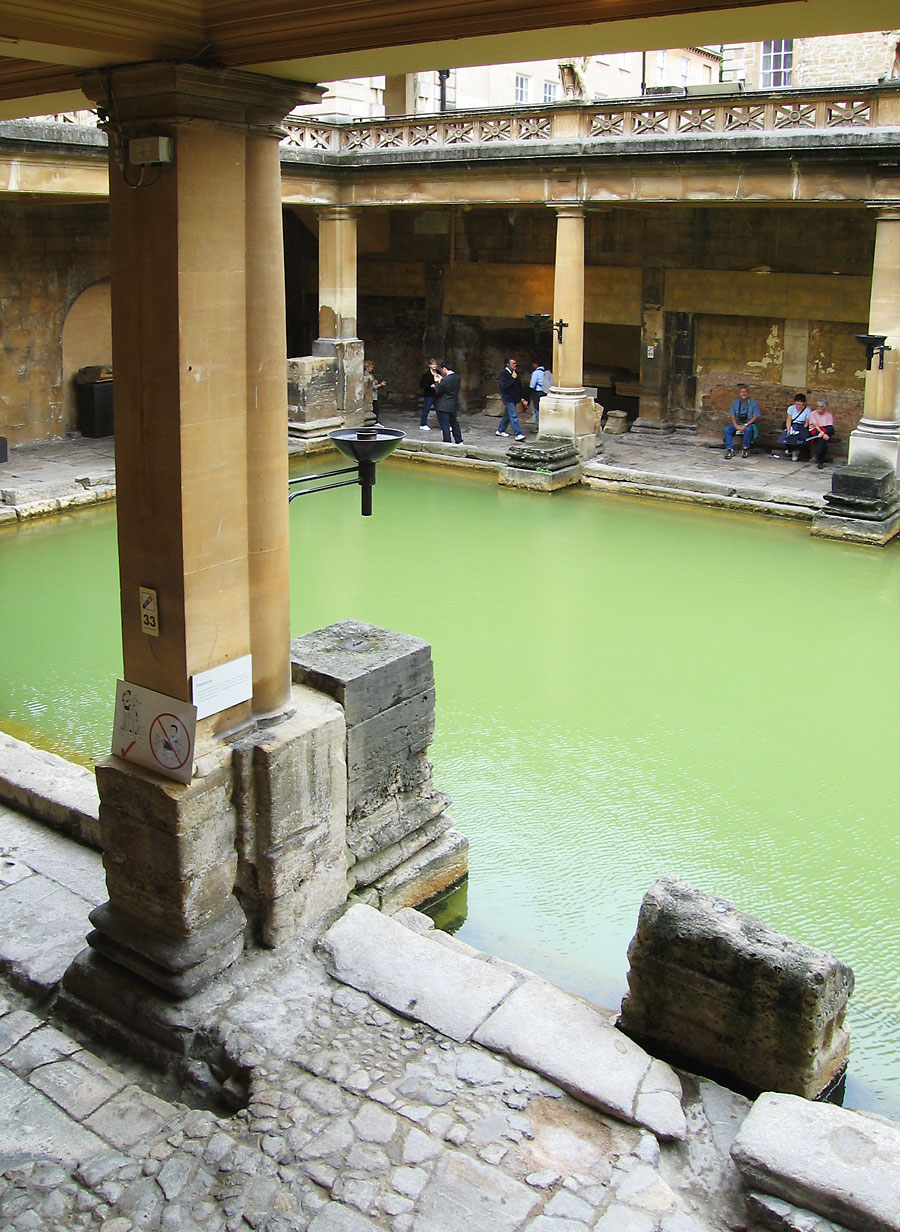
大浴場
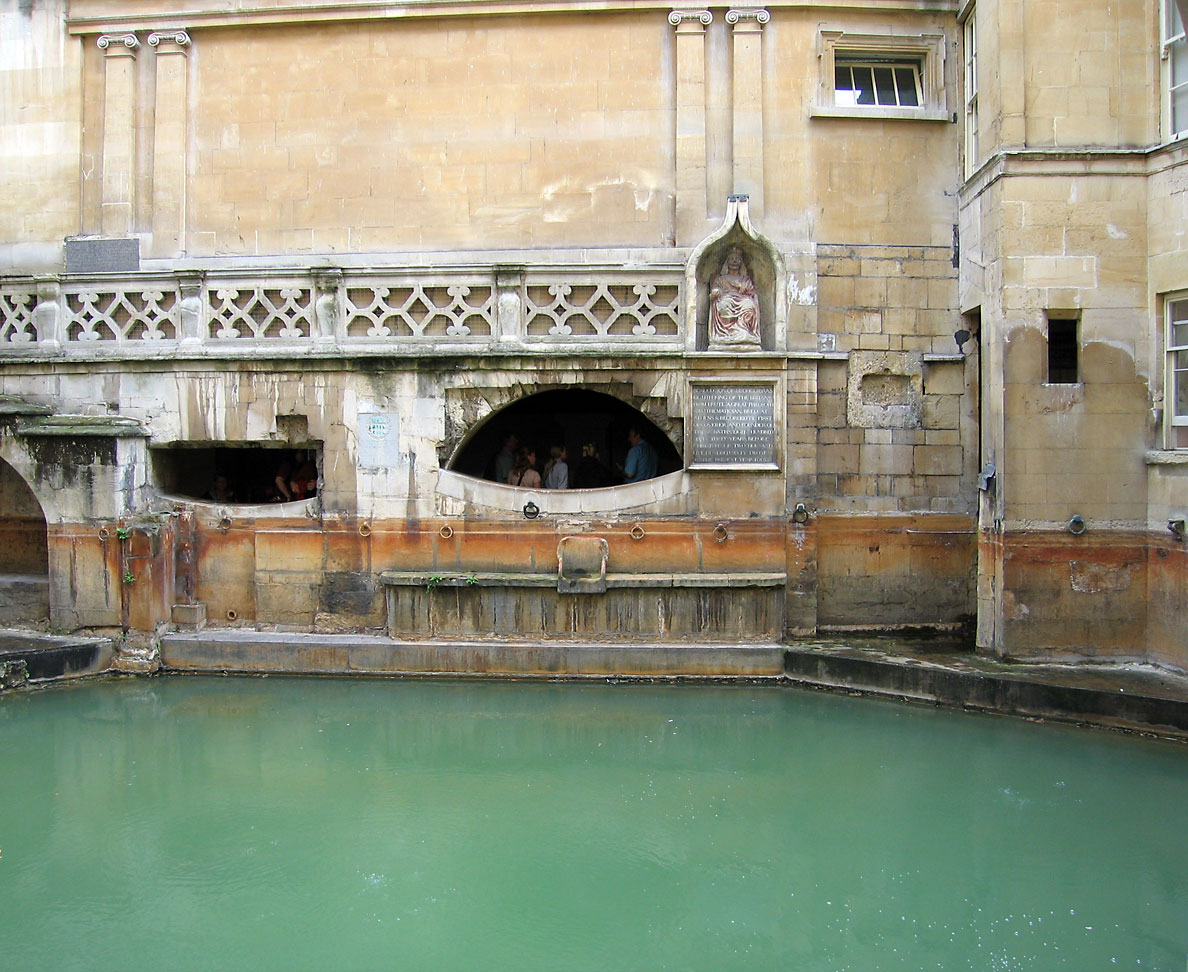
スリスの聖泉
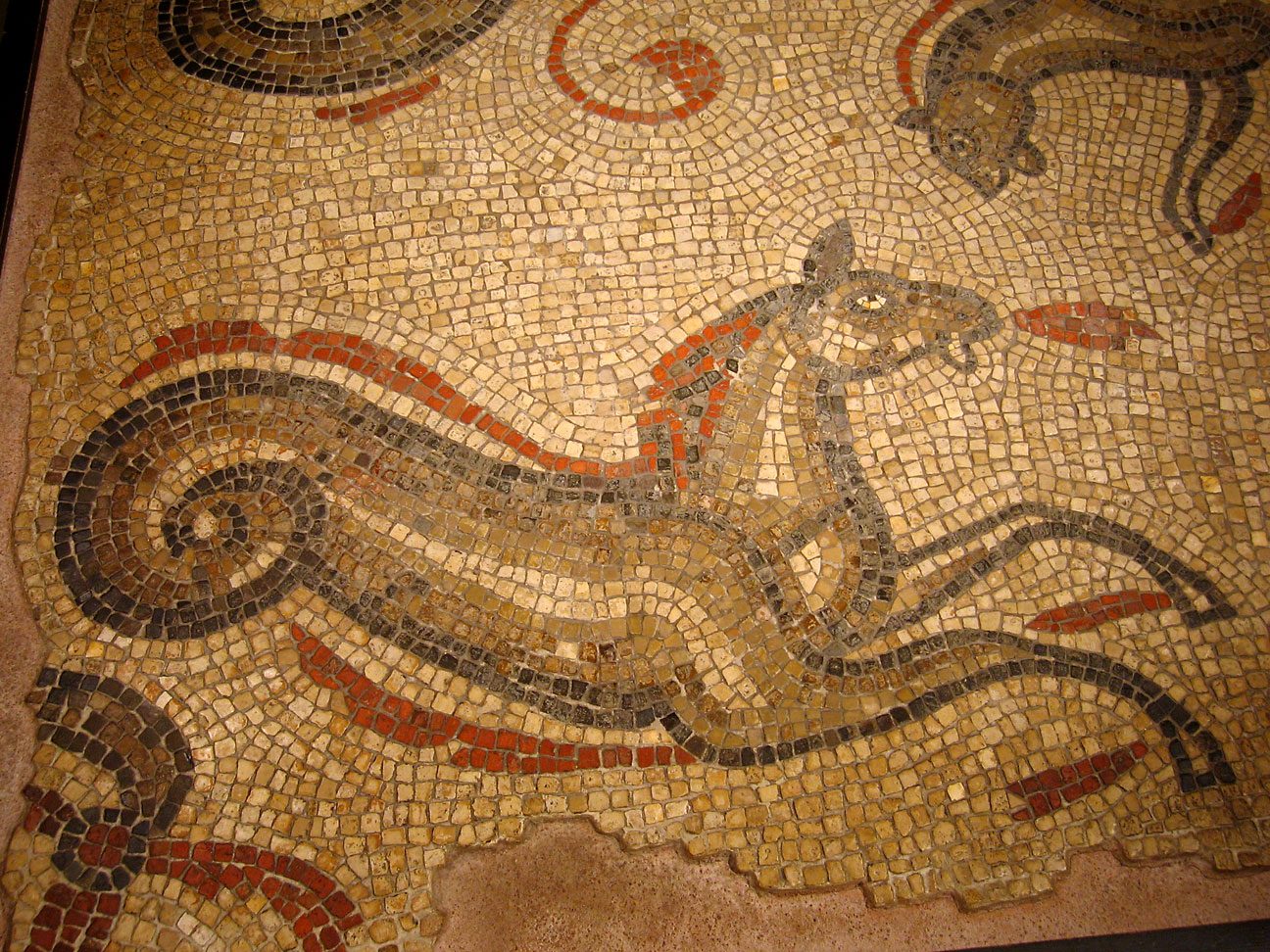
ヒッポカムポスのモザイク
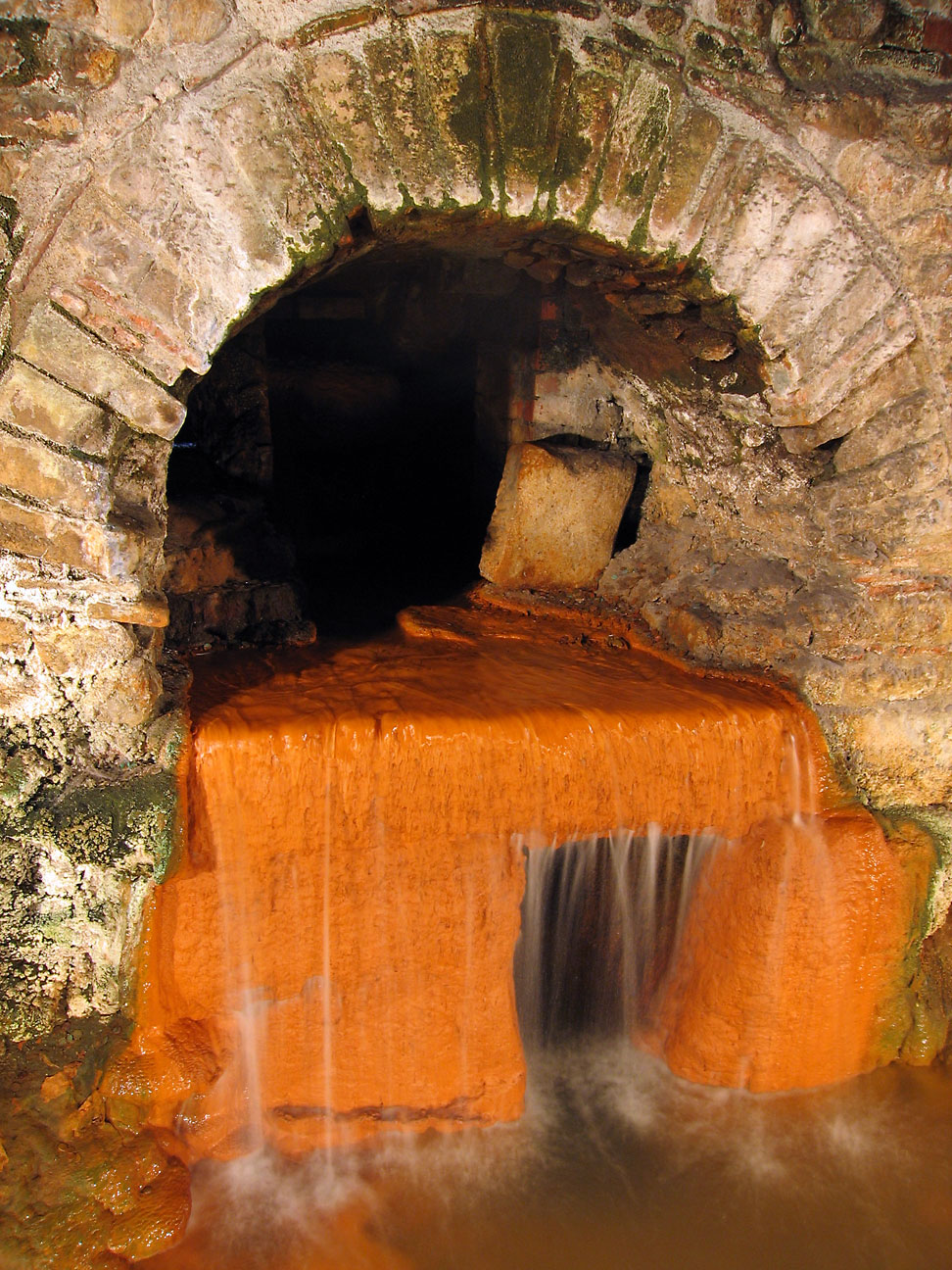
溢れ出る泉

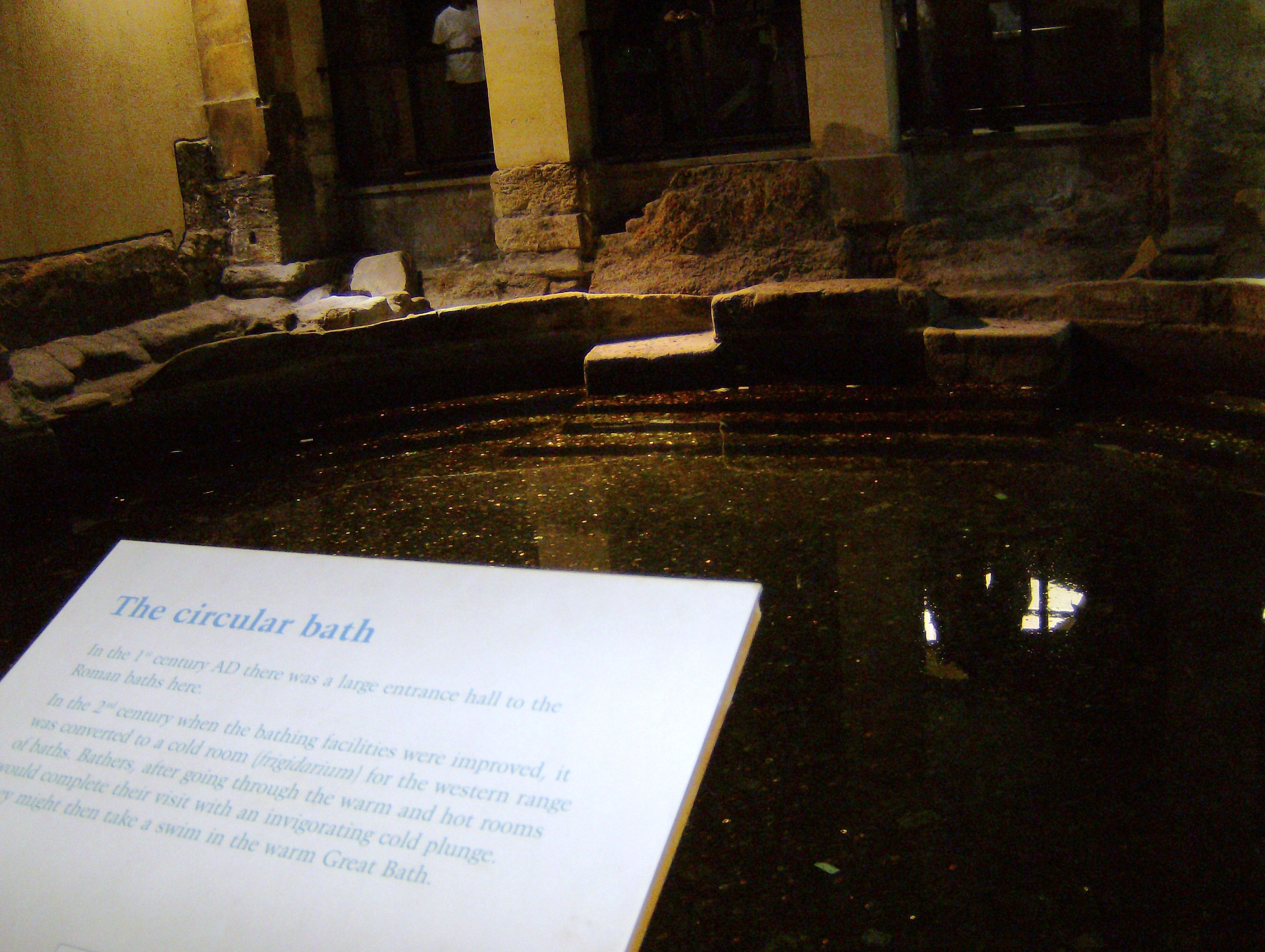
フリギダリウム(冷たい風呂)
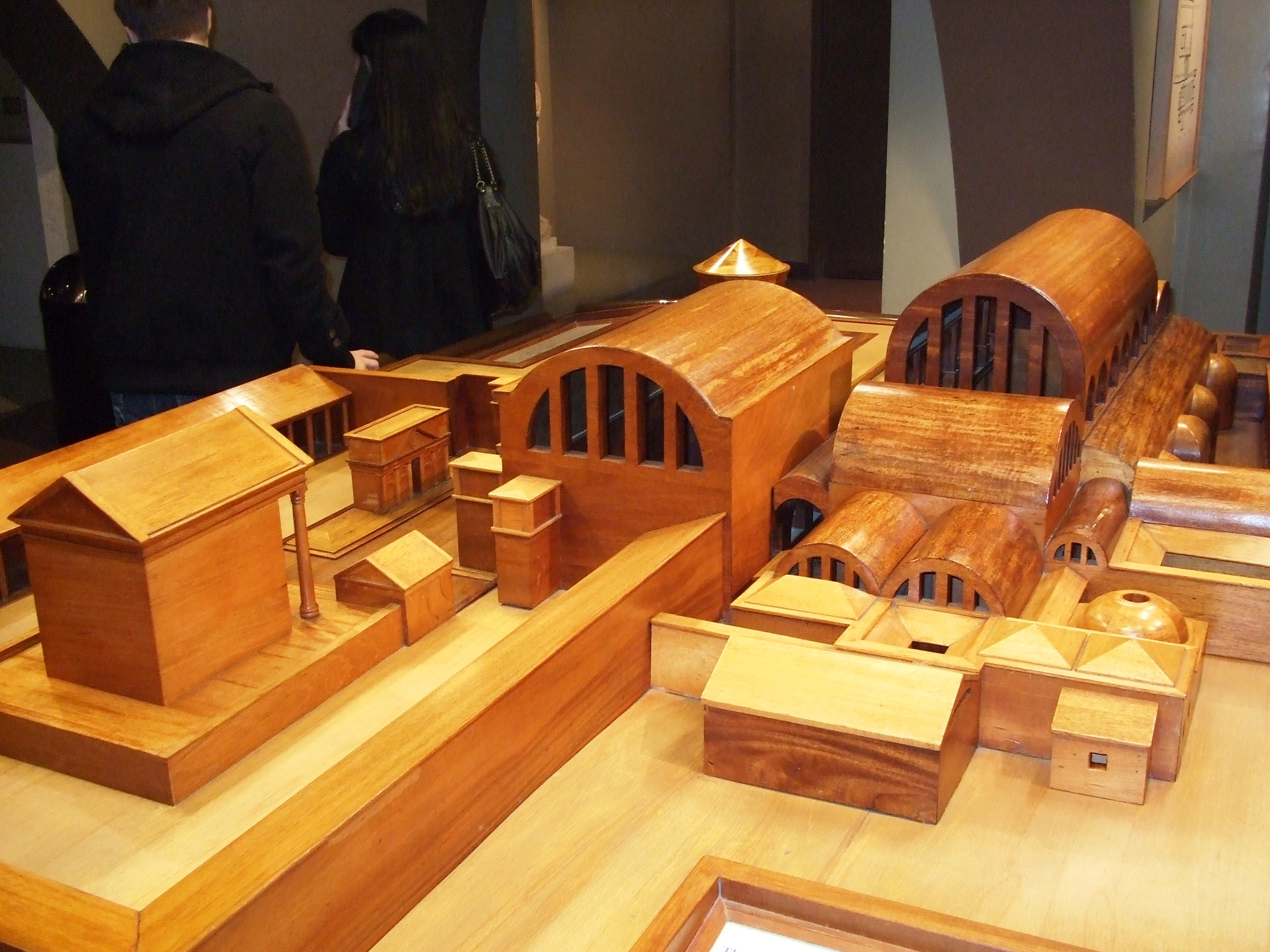
ローマン・バスのモデルとスリス-ミネルウァの古代ローマの神殿
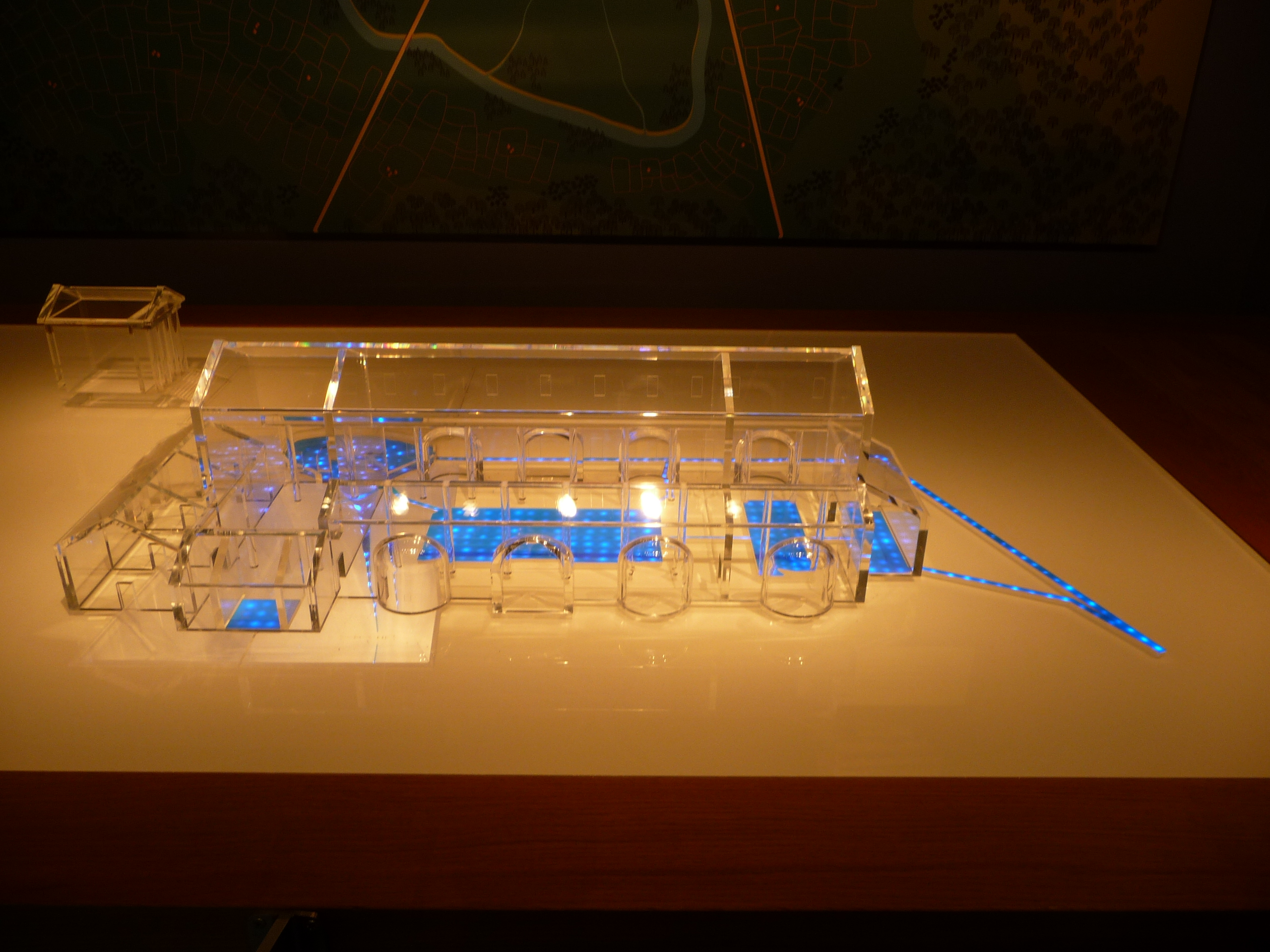
ローマン・バスのモデル
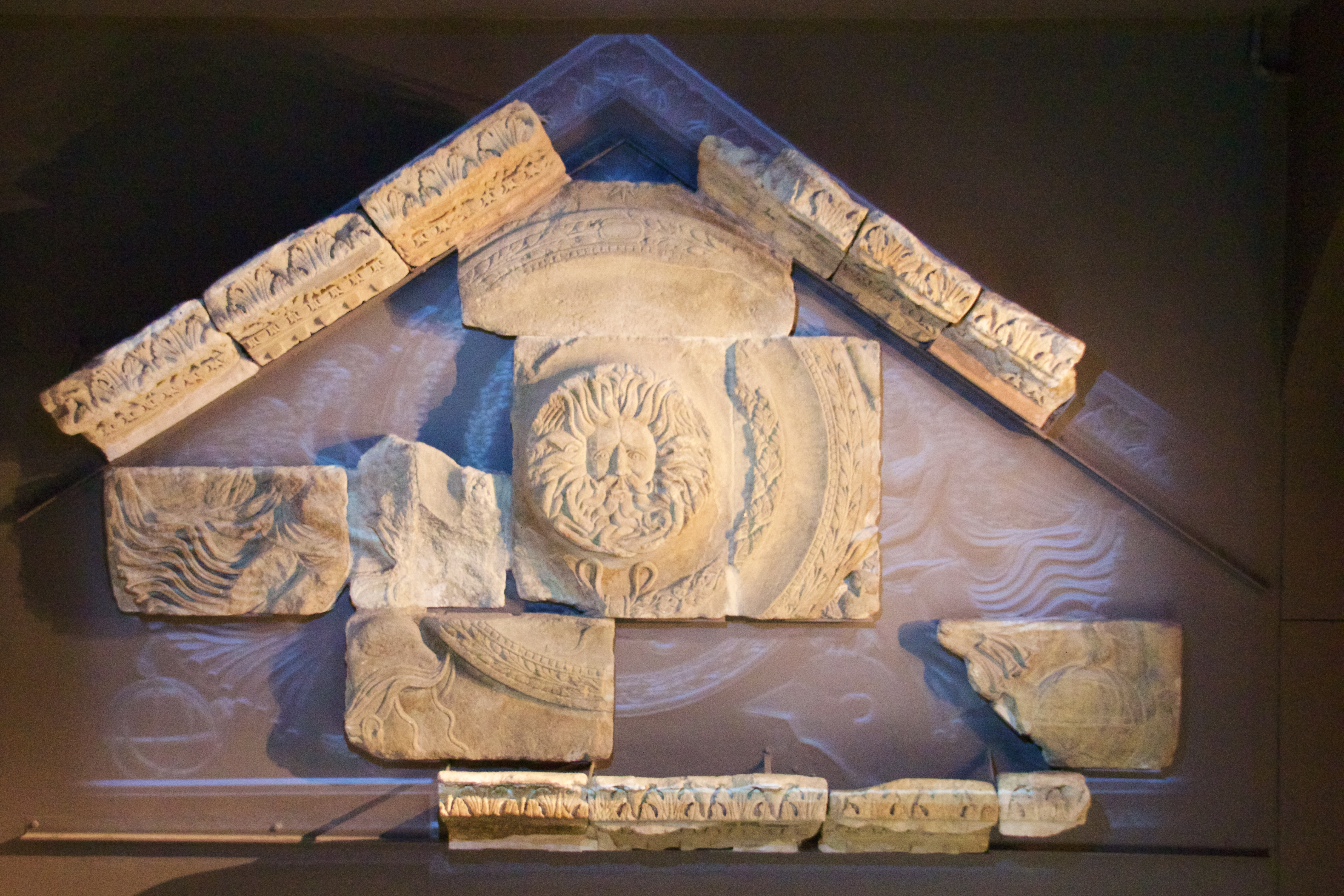
ブラドッドゴルゴーンの頭
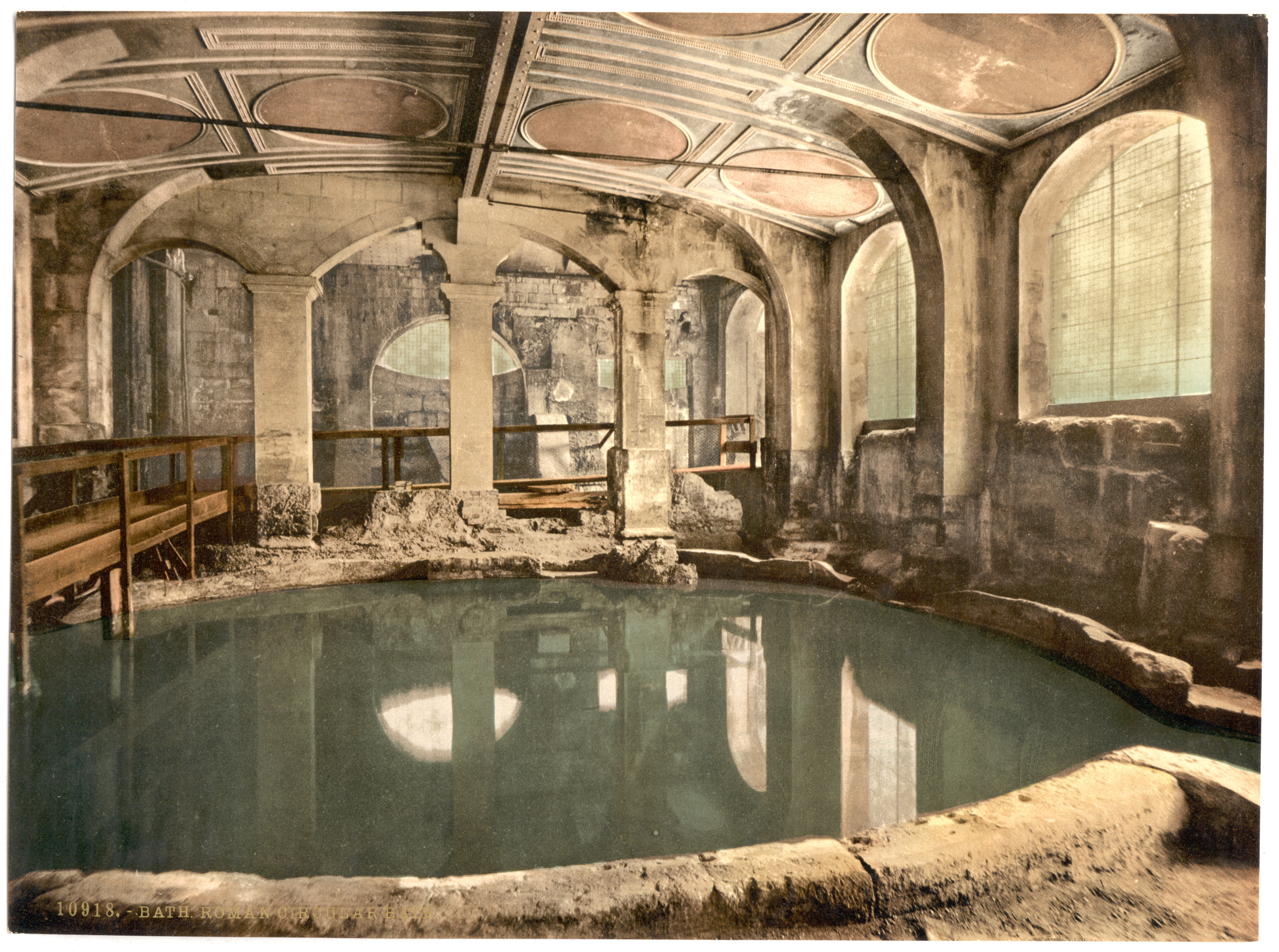
円形浴場(カルダリウム)
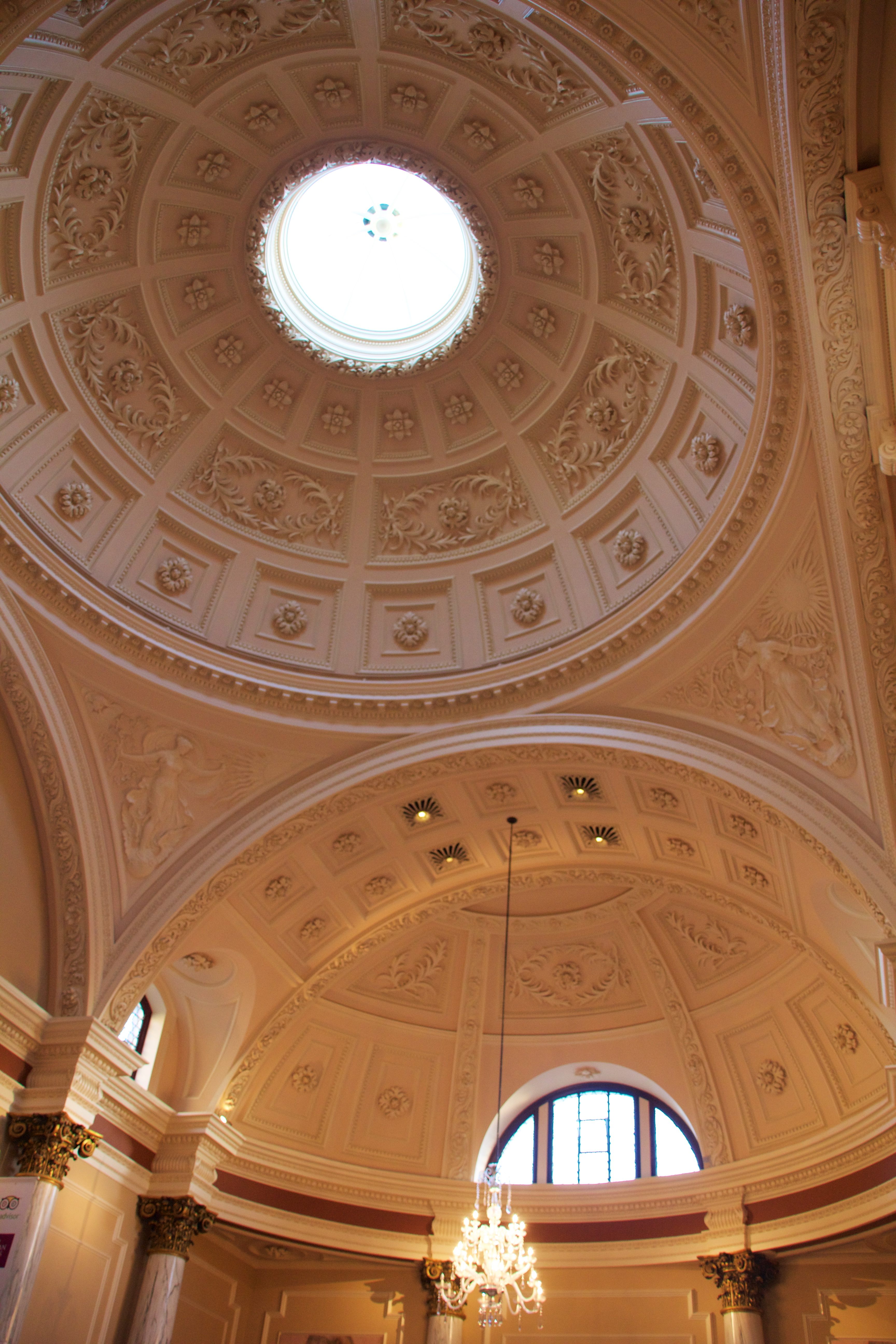
ローマン・バス
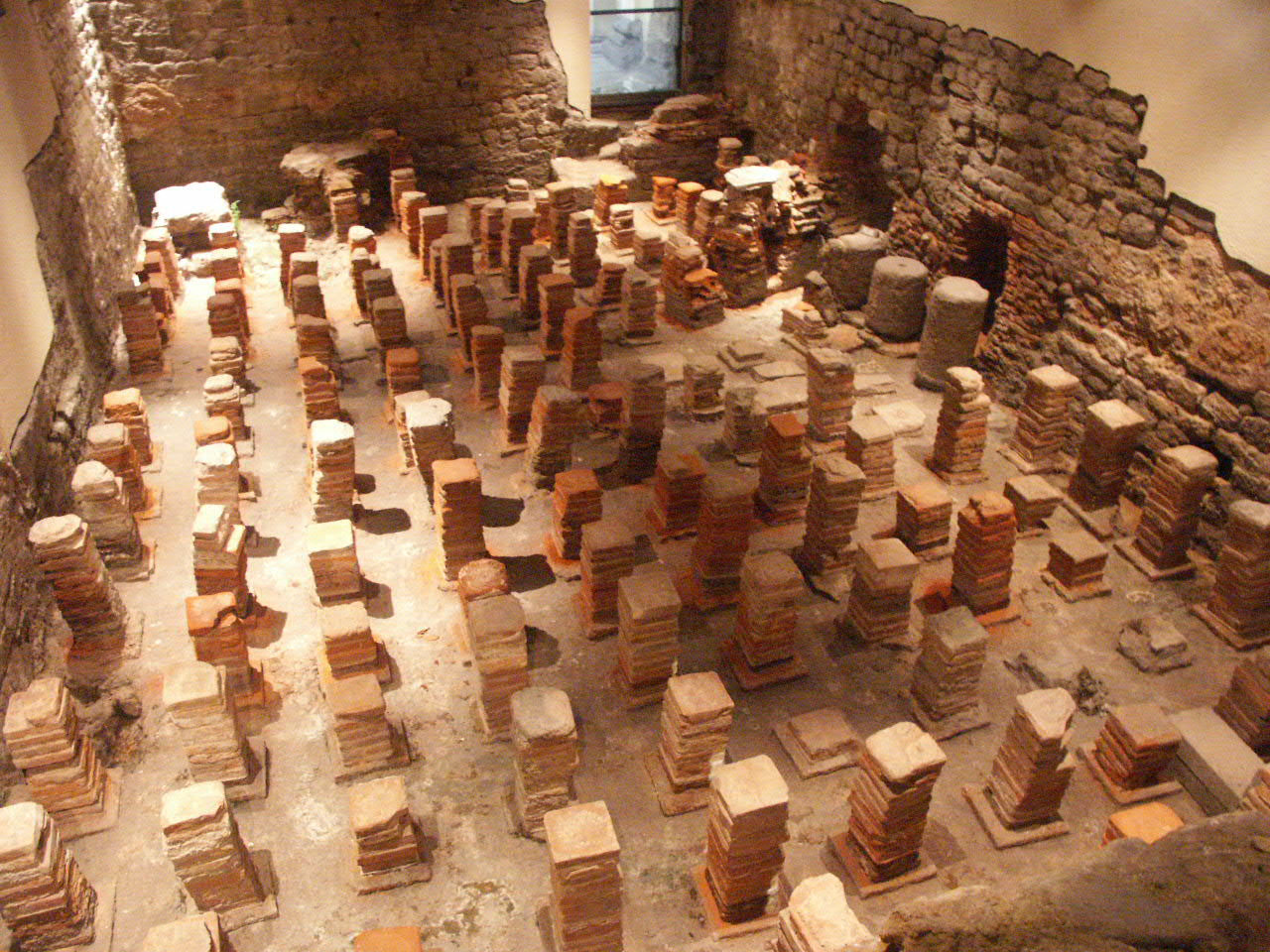
カルダリウム(熱い空気が流れる空間を見せるため床が撤去されている)
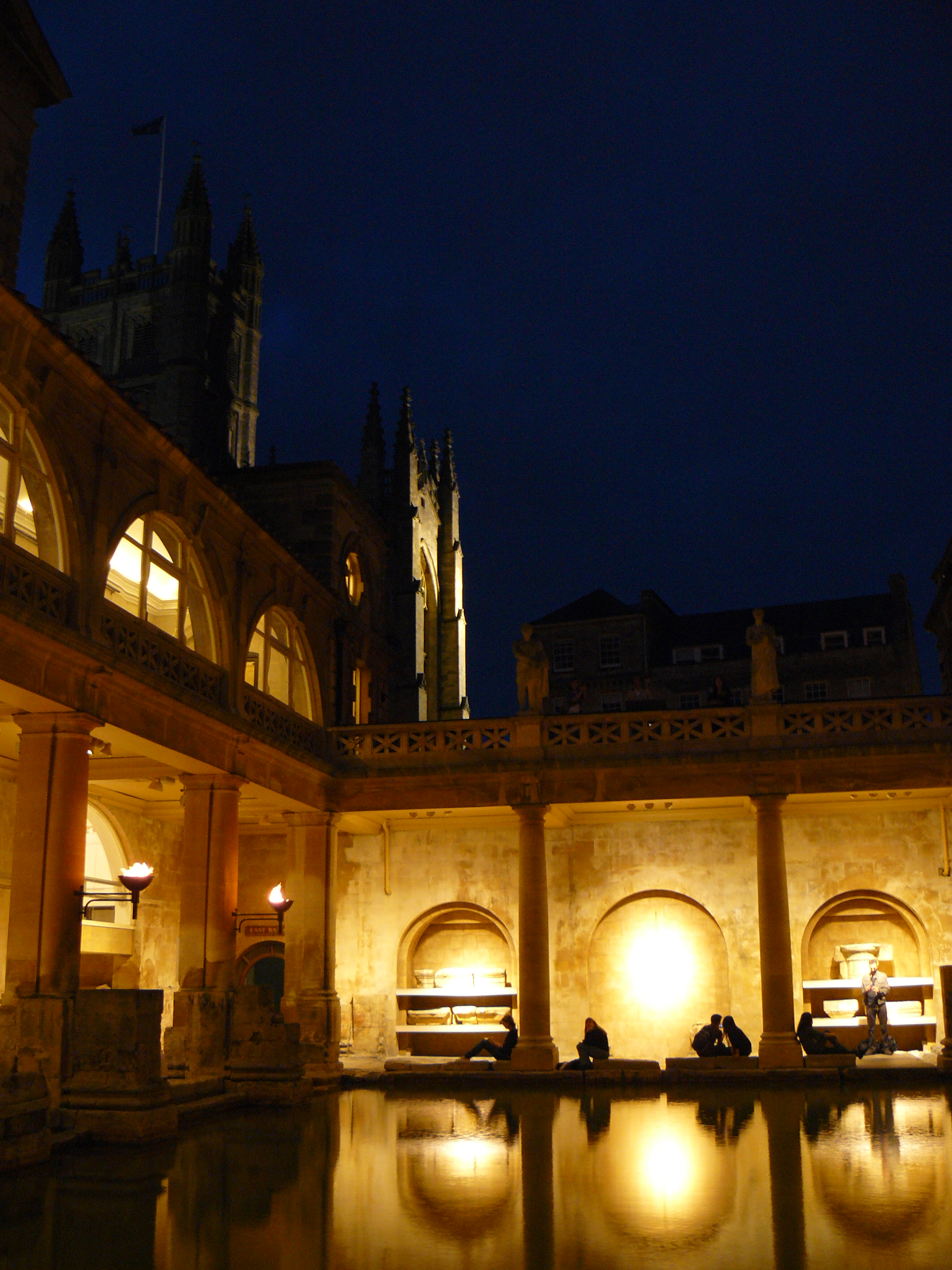
たいまつに照らされるローマン・バス
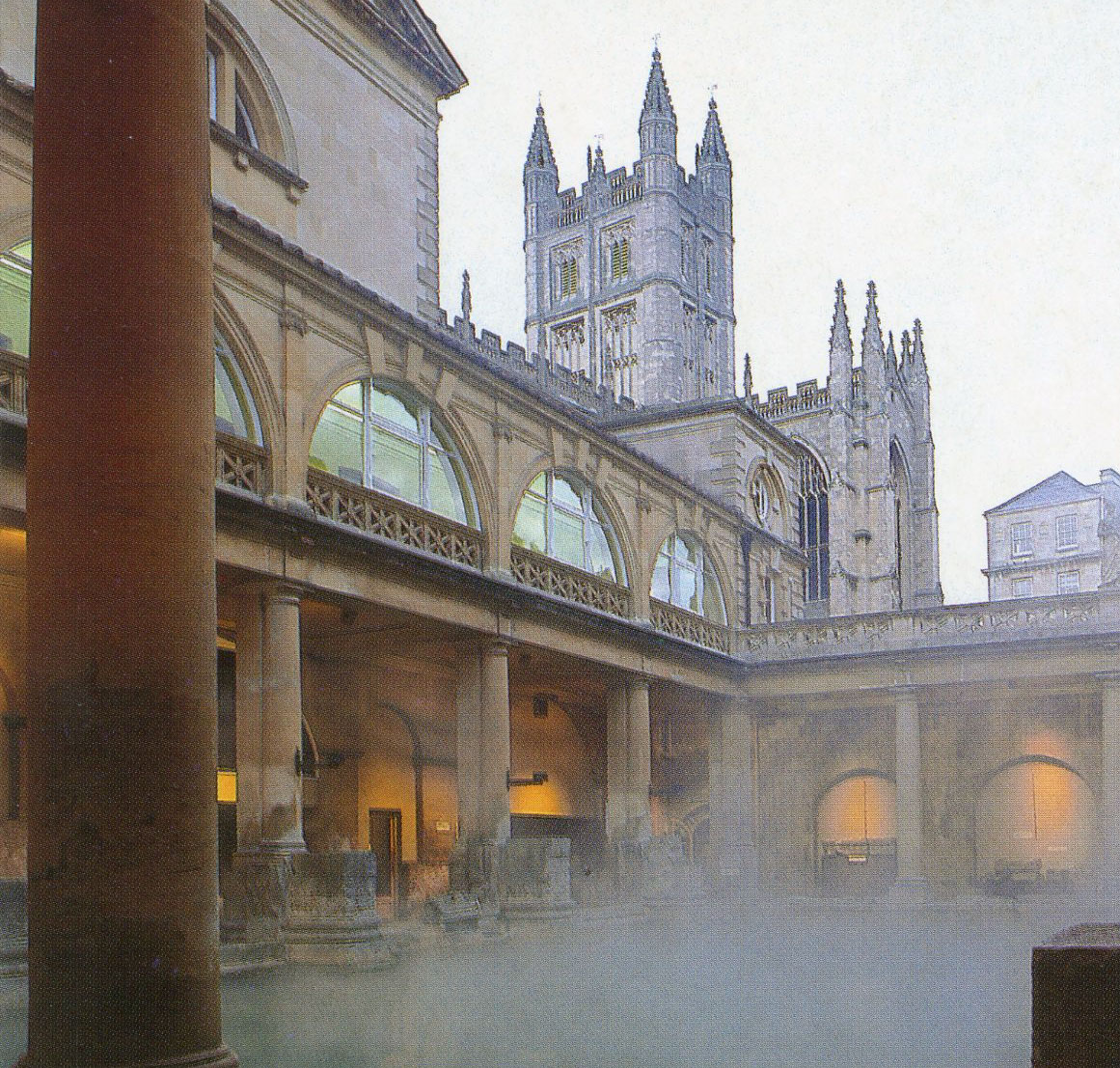
温泉から温水を注がれている大浴場

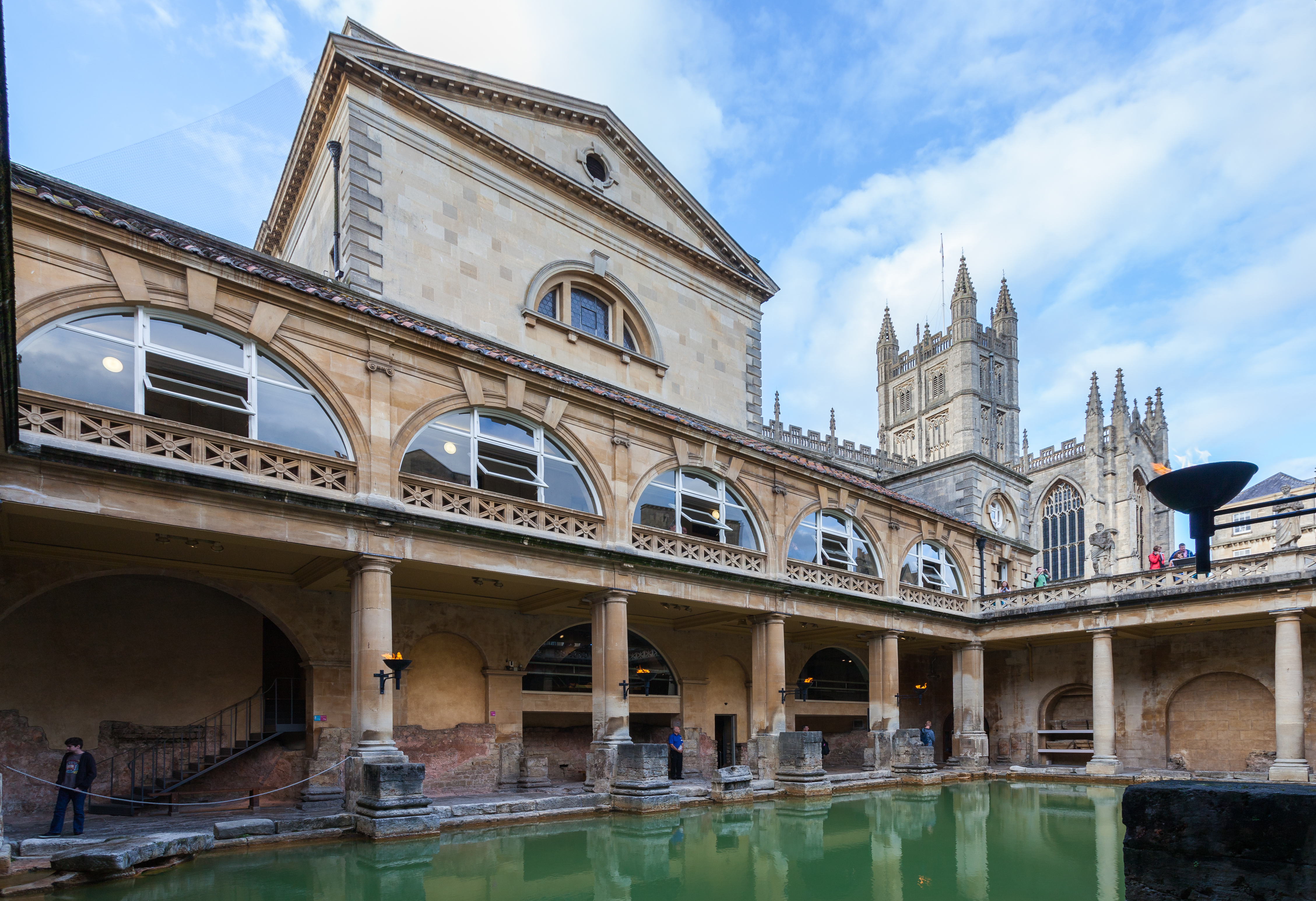
ヴィクトリア朝時代の上部建築
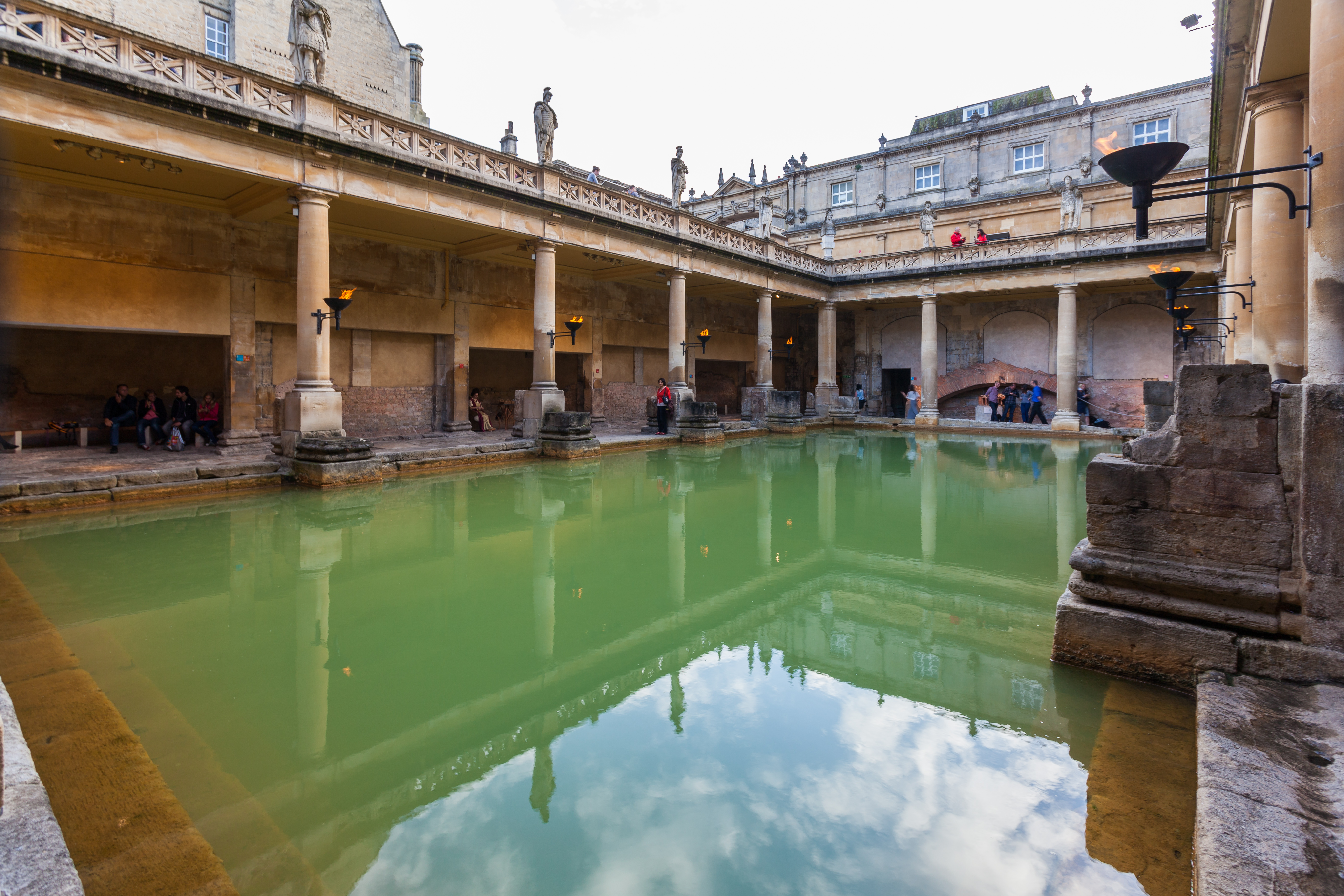
ヴィクトリア朝時代の上部建築を別の角度から見たもの
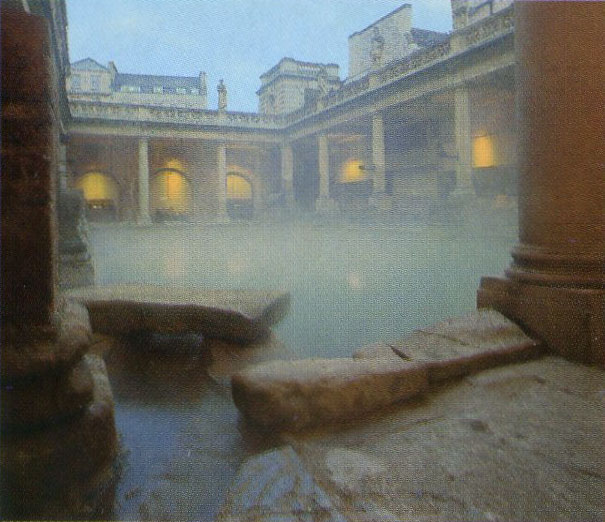
大浴場から上る湯気
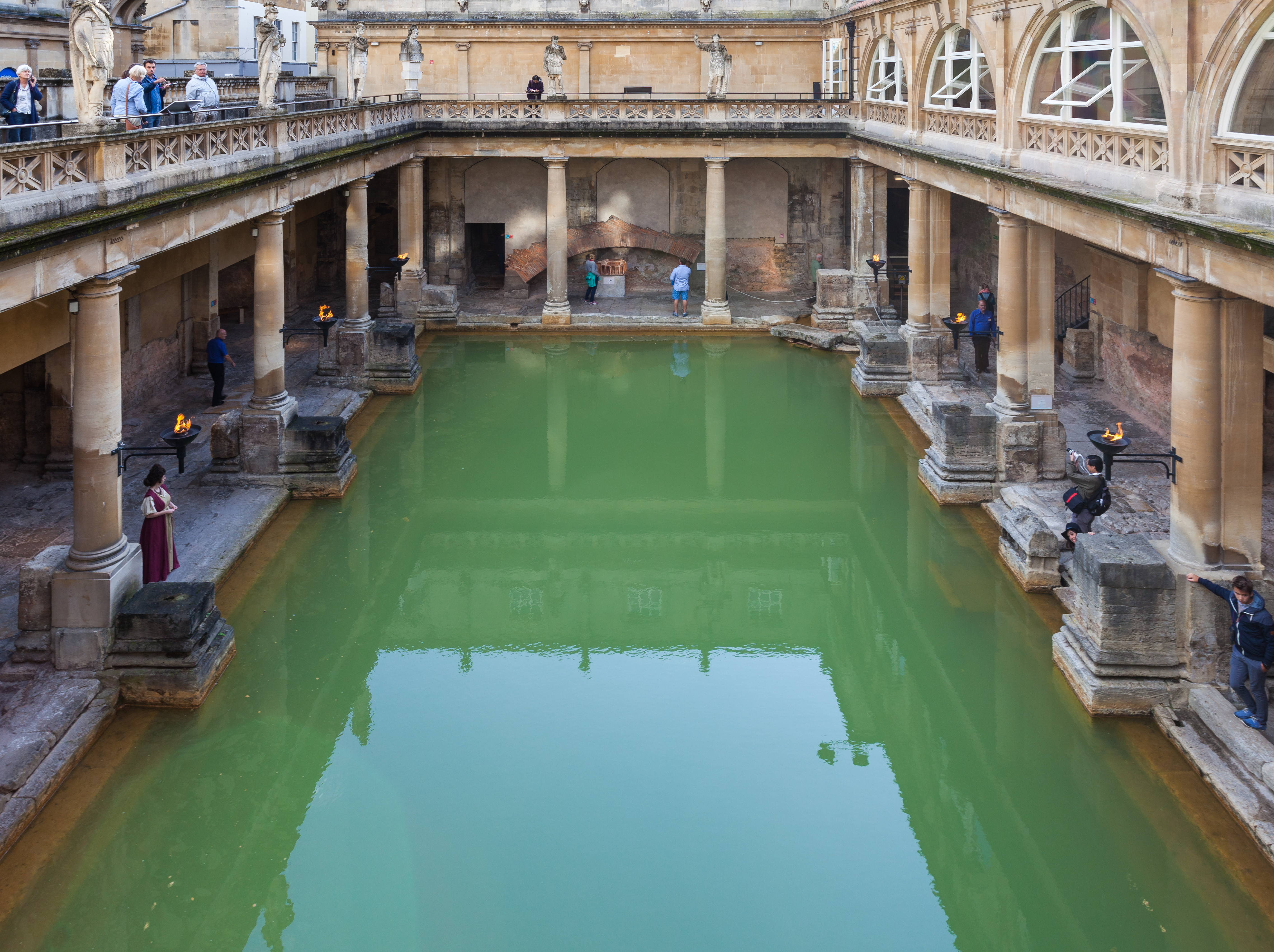
上から見た大浴場